# TENEX
TENEX è un sistema operativo sviluppato nel 1969 da Bolt, Beranek & Newman per PDP-10. Diffuso tra i computer connessi tramite ARPANET, è stato acquisito da DEC per sviluppare il proprio sistema operativo distribuito con il nome di TOPS-20.